# San Sicario

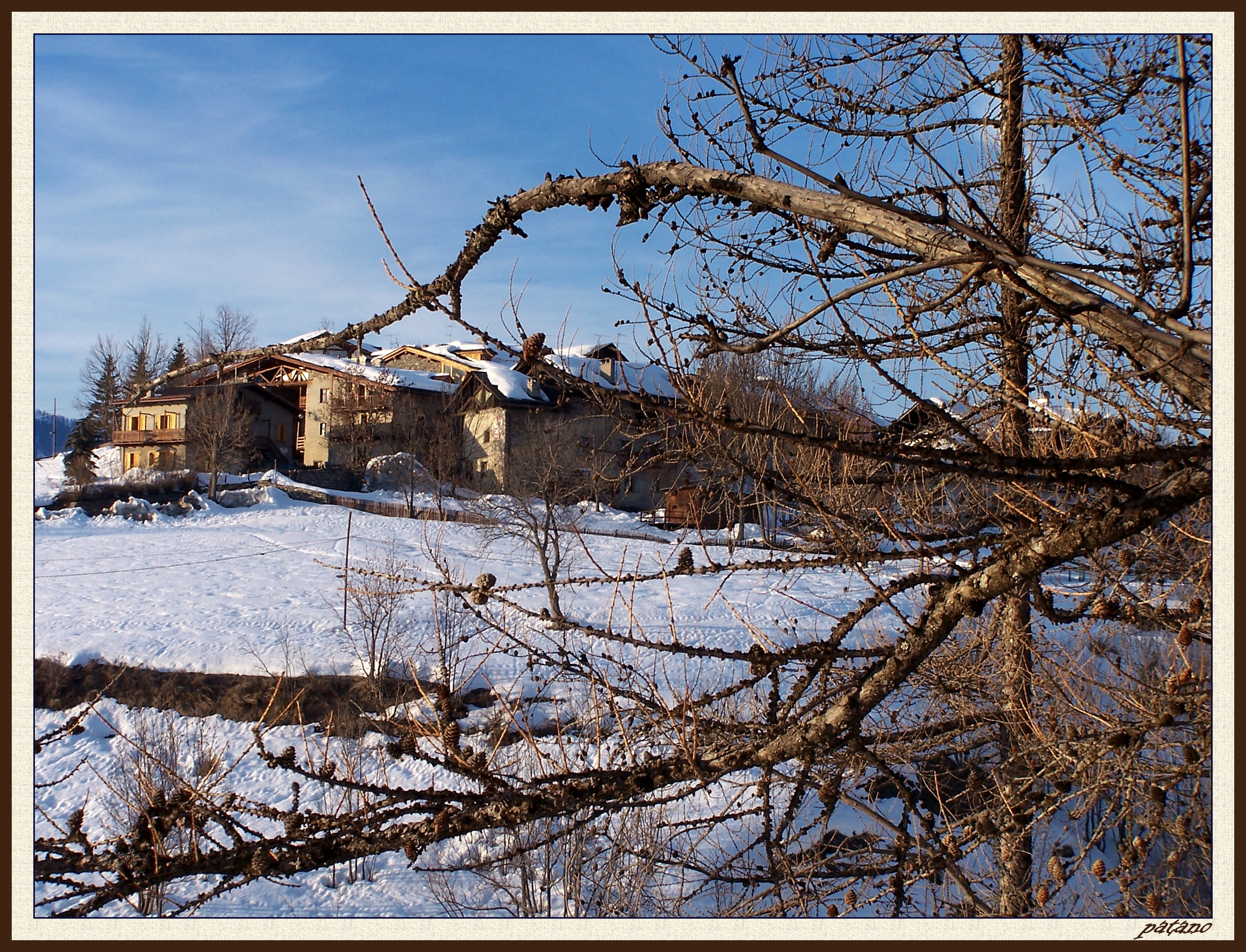
San Sicario en hiver.

San Sicario est une frazione de Césane dans le Piémont, Italie. Il s'agit d'un petit village de montagne formé d'anciens maisons (dont le plus ancien remonte au XVIe siècle). Il se situe sur un petit plateau sur les pentes du versant occidental du mont Fraiteve, à 1575 mètres d'altitude. Actuellement, moins de 50 habitants y habitent mais se repeuplent pendant les périodes de vacances d'été et d'hiver.

## Histoire
San Sicario ne sait pas pourquoi son nom tire son origine du saint saint Sicaire (Saint Sicary en patois), car la vallée de Oulx faisait partie du territoire de la république des Escartons (région à statut spécial du territoire français de 1349 à 1708) puis italianisé plus tard à San Sicario.
L'église de Sant'Atanasio était auparavant dédiée à San Sicario (saint médiéval de la tradition française ou provençale. La fête patronale de la ville a lieu le 2 mai, fête du nouveau patron Saint Athanasio mais également le même jour que la fête de commémoration de Sicaire de Brantôme ou Sicaire de Bethléem, que la tradition assimile à l'un des saints innocents, martyrisé à Bethléem au moment de la naissance du Christ. La peinture de 1646 à l’intérieur de l’église est de l'école de sculpture de Melezet. Elle représente probablement un saint chevalier avec un bouclier et son épée posée et une mère et le nouveau-né dans ses bras.
Historien de renom de la fin des années 1900, Don Natalino Bartolomasi a également émis l'hypothèse que le nom "Saint Sicary" (en langue locale) aurait pu s'inspirer d'un toponyme précédemment utilisé dans la région, puis avoir vu l'assonance de San Sicary. ou Saint Sicaire.
Dans les environs de San Sicario, des colonies remontant à l’époque romaine ont été découvertes, localement. Pariol près de la piste olympique de Bob, 4 tombes avec des vestiges d’ornements nord-africains et un village dont les derniers vestiges datent de l'an 200.
San Sicario, a subi des transformations avec l’avènement du tourisme à partir de 1960. Ce village entièrement agricole, est devenu aujourd'hui un lieu de vacances. La partie ancienne n’a apparemment pas subi de transformations radicales, mais les anciennes fermes ont été transformées en résidences secondaires.